# Szamocin
Szamocin (in tedesco Samotschin, dal 1943 al 1945 Fritzenstadt) è un comune urbano-rurale polacco del distretto di Chodzież, nel voivodato della Grande Polonia.
Ricopre una superficie di 125,46 km² e nel 2004 contava 7 248 abitanti.